# La canzone di Charlotte/A cavallo con Tex
La canzone di Charlotte/A cavallo con Tex è un singolo discografico de I papaveri blu pubblicato nel 1980.

## Descrizione
Il brano La canzone di Charlotte è la sigla dell'anime omonimo scritta da Stefano Jurgens su musica di Gianni Meccia e Bruno Zambrini. Sul lato B è incisa A cavallo con Tex, scritta dagli stessi autori, canzone dedicata al personaggio dei fumetti Tex Willer. Entrambi i brani sono stati inseriti nella compilation Supersigle TV Vol. 4 e in altre raccolte.
La bambina del coro, che interpretava la sigla, è Maddalena Santucci, che divenne poi  giornalista del Giornale Radio Rai.
Tra i bambini del coro che hanno cantato il ritornello c'era anche Gianmarco Trevisi, ex portavoce di Enrico Letta e attuale giornalista del Giornale Radio Rai.

## Tracce
Lato A
1. La canzone di Charlotte – 2:50 (Stefano Jurgens-Gianni Meccia-Bruno Zambrini)

Lato B
1. A cavallo con Tex – 2:25 (Stefano Jurgens-Gianni Meccia-Bruno Zambrini)